# خارج الجسم الحي
يشير مصطلح "خارج الجسم الحي "Ex vivo"حرفياً إلى إجراء طبي يحدث خارج الكائن الحي يتم فيه أخذ عضو أو خلايا أو أنسجة من جسم حي للعلاج أو الإجراء، ثم إعادتها إلى الجسم الحي. في العلوم، يشير مصطلح "خارج الجسم الحي" إلى التجارب أو القياسات التي تتم في أو على أنسجة من كائن حي في بيئة خارجية مع الحد الأدنى من التغيير في الظروف الطبيعية.
الميزة الأساسية لاستخدام الأنسجة خارج الجسم الحي هي القدرة على إجراء الاختبارات أو القياسات التي لا يمكن إجراؤها عملاً أو أخلاقيا في الكائنات الحية. يمكن إزالة الأنسجة بعدة طرق، بما في ذلك إزالة جزء منها، كأعضاء كاملة، أو كأجهزة أعضاء أكبر.
تتضمن أمثلة استخدام العينات خارج الجسم الحي ما يلي:[بحاجة لمصدر]
طريقة شريحة الدماغ الحادة تحضير الشريحة؛
المقايسة الحيوية؛
استخدام سلالات الخلايا السرطانية، مثل DU145 لسرطان البروستاتا، في اختبار الأدوية المضادة للسرطان؛
قياس الخصائص الفيزيائية والحرارية والكهربائية والميكانيكية والبصرية وغيرها من خصائص الأنسجة، وخاصة في بيئات مختلفة قد لا تكون داعمة للحياة (على سبيل المثال، في ضغوط أو درجات حرارة شديدة)؛
نماذج واقعية لتطوير الإجراءات الجراحية؛
التحقيقات في تفاعل أنواع الطاقة المختلفة مع الأنسجة؛ أو

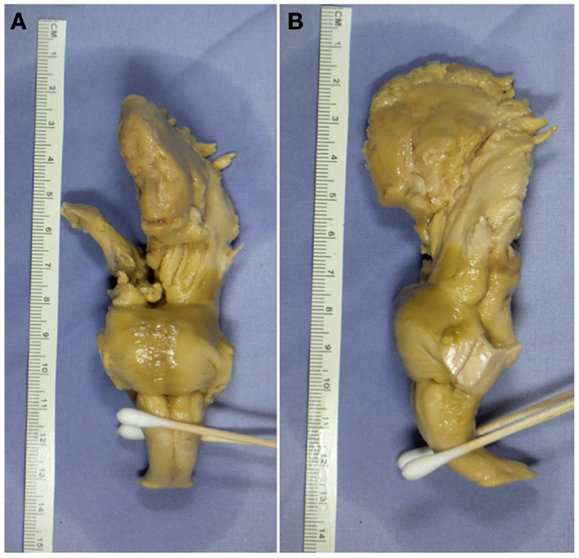
جذع الدماغ خارج الجسم الحي: (أ) منظر إكليلي يظهر الجزء الأمامي من عينة الأنسجة، (ب) منظر سهمي يظهر الجانب الأيسر من عينة الأنسجة.

كأطياف في تطوير تقنية التصوير.